# Селезньова Катерина Віталіївна
Катерина Віталіївна Селезньова (нар. 1 січня 1980) — українська акторка.
Народилася у місті Вінниці в родині Віталія Селезньова, художнього керівника Вінницького обласного музично-драматичного театру. Грає головні ролі у понад десяти виставах.
Нагороджена званням «Заслужена артистка України».
Розлучена.